# Kelly Murphy
Kelly Murphy (Wilmington, 20 ottobre 1989) è una pallavolista statunitense.
Gioca nel ruolo di opposto.

## Carriera
La carriera di Kelly Murphy inizia a livello scolastico nella Joliet Catholic Academy. Durante questo periodo partecipa al campionato mondiale Under-20 2007, dove si classifica al quarto posto e viene premiata come miglior servizio della competizione. Gioca poi a livello universitario per la Florida, con cui prende parte alla NCAA Division I dall'edizione 2008 all'edizione 2011.
Nella stagione 2012 inizia la carriera professionistica nella Liga de Voleibol Superior Femenino con le Mets de Guaynabo, mentre la stagione successiva gioca nelle Vaqueras de Bayamón; nel 2013 debutta nella nazionale statunitense, vincendo la medaglia d'oro alla Coppa panamericana e al campionato nordamericano, dove vince anche il premio di miglior attaccante e di MVP, e quella d'argento alla Grand Champions Cup.
Nel campionato 2013-14 viene ingaggiata nel mese di dicembre, a stagione in corso, dall'AGIL di Novara; con la nazionale nel 2014 vince l'oro al Campionato mondiale. Nell'annata successiva passa alle Ageo Medics, club neopromosso nella V.Premier League giapponese, risultando miglior servizio del campionato; con la nazionale vince la medaglia d'oro al World Grand Prix 2015, competizione dove vince l'argento nell'edizione 2016, oltre al bronzo ai Giochi della XXXI Olimpiade.
Nella stagione 2016-17 approda in Cina, dove disputa la Volleyball League A con lo Henan. Nell'estate 2017 annuncia il suo ritiro dall'attività agonistica per terminare gli studi, tornando in campo nell'estate seguente con la maglia della nazionale e vincendo l'oro alla Volleyball Nations League 2018.

## Palmarès

### Nazionale (competizioni minori)
- Coppa panamericana 2013

### Premi individuali
- 2007 - Campionato mondiale Under-20: Miglior servizio
- 2008 - National Freshman of the Year
- 2008 - All-America Third Team
- 2009 - All-America Second Team
- 2009 - NCAA Division I: Gainesville Regional All-Tournament Team
- 2010 - All-America First Team
- 2011 - All-America First Team
- 2011 - NCAA Division I: Gainesville Regional All-Tournament Team
- 2013 - Campionato nordamericano: MVP
- 2013 - Campionato nordamericano: Miglior attaccante
- 2015 - V.Premier League: Miglior servizio